# Violet Jessop
Violet Constance Jessop (født 2. oktober 1887 i Bahía Blanca, Argentina , død den 5. maj 1971 i Suffolk, England) var en irsk argentinsk stewardesse og sygeplejerske, der er kendt for at overleve de katastrofale hændelser for både RMS Titanic og hendes søsterskib, HMHS Britannic, henholdsvis 1912 og 1916. Derudover havde hun været ombord på RMS Olympic, det ældste af de tre søsterskibe, da den kolliderede med et britisk krigsskib i 1911.
Jessop overlevede alle tre hændelser og hun levede indtil 1971, hvor hun døde af hjertesvigt i en alder af 83 år.